# Saint-Nicéphore
Pour les articles homonymes, voir Saint Nicéphore.
Saint-Nicéphore est un secteur de la ville de Drummondville. Elle était avant 2004 une ville distincte comptant approximativement 10 500 habitants. Saint-Nicéphore est devenue une ville le 20 mars 1999 sous la mairie de Jean-Guy Forcier.

## Les villages du canton de Wickham
- Wheatland
- Watkins Mill

- Saint-Philippe-de-Drummond
- Village Marcotte
- Wickham

- En 1930 Saint-Nicéphore comprenait tous ces villages, sauf Wickham.
- En 1949 Saint-Philippe-de-Drummond se sépare de Saint-Nicéphore pour devenir indépendant.
- De 1850 à 1944  , Saint-Nicéphore s'appela Watkins Mill. Le nom fut changé en 1944 pour le nom du  curé fondateur Nicéphore Lessard, qui créa la mission en 1916.

## Les devises de la municipalité et ses symboles
- Le 22 juin 1986 est dévoilée une nouvelle devise : « Vivre au rythme de la nature. ». La signification est la suivante: les lignes qui composent le logo évoquent un carrefour routier important. Celles qui commencent, très étroites et qui vont en élargissant, indiquant l’expansion de notre communauté. Dans les quatre branches principales, on peut aussi un plus, signe de notre volonté de dépassement de notre désir de relever des défis. Ces mêmes branches principales représentent aussi la croix, symbole spirituel important dans notre communauté. La couleur rouge correspond à l’esprit de nos citoyennes et citoyens : vif, dynamique et accueillant. Elle exprime aussi l’apport, le sang neuf de chaque nouvel arrivant. Sa forme moderne, qui rappelle une fleur nouvellement éclose est en accord avec notre devise.
- Le 20 mars 1999, la municipalité devient une ville et change de devise pour devenir : « Fière partenaire avec vous ! » Nouveau logo et la signification.

## Information générale sur la municipalité[2]

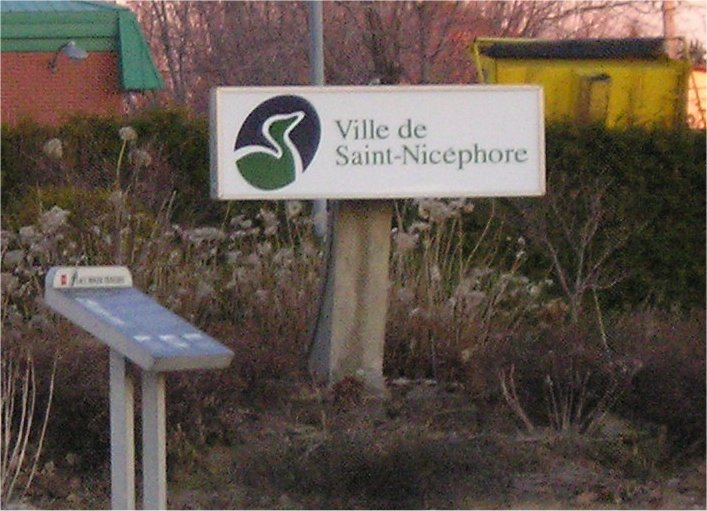
Parc Roger Traversy

- Voici le slogan de la municipalité qui était Le Meilleur Des Deux Mondes. Cela signifie que Saint-Nicéphore est le meilleur pour la vie à la campagne comme à la ville.
- La municipalité a connu une croissance de 345 % depuis 1971 à 2000. Elle est passée de 2 261 à 10 055 habitants.
- Il y a 35 % de la population qui est âgé de moins de 20 ans et 4,9 % qui est au-dessus de 65 ans.
- La municipalité compte 50 industries et 250 commerces.
- La municipalité de Saint-Nicéphore est en tête du peloton, elle est la municipalité la plus performante de la MRC de Drummond. Elle est la deuxième municipalité la plus importante de la MRC de Drummond.
- La municipalité est située sur le bord de la rivière St-François. Sur cette rivière, au moins six kilomètres sont navigables.
- La municipalité a une superficie de 96 kilomètres carrés.

## Parc Industriel

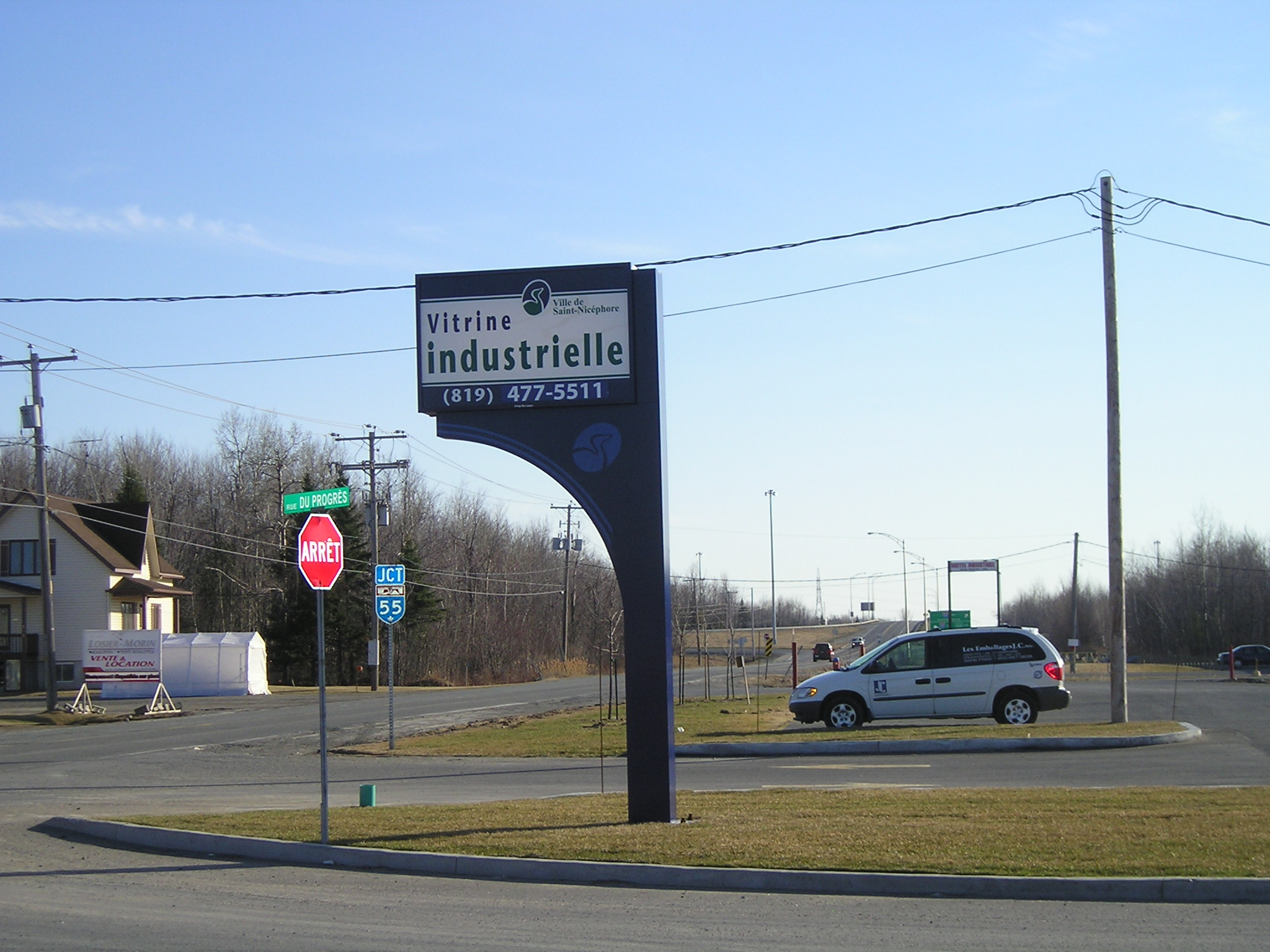
Enseigne du Parc Industriel de la Ville

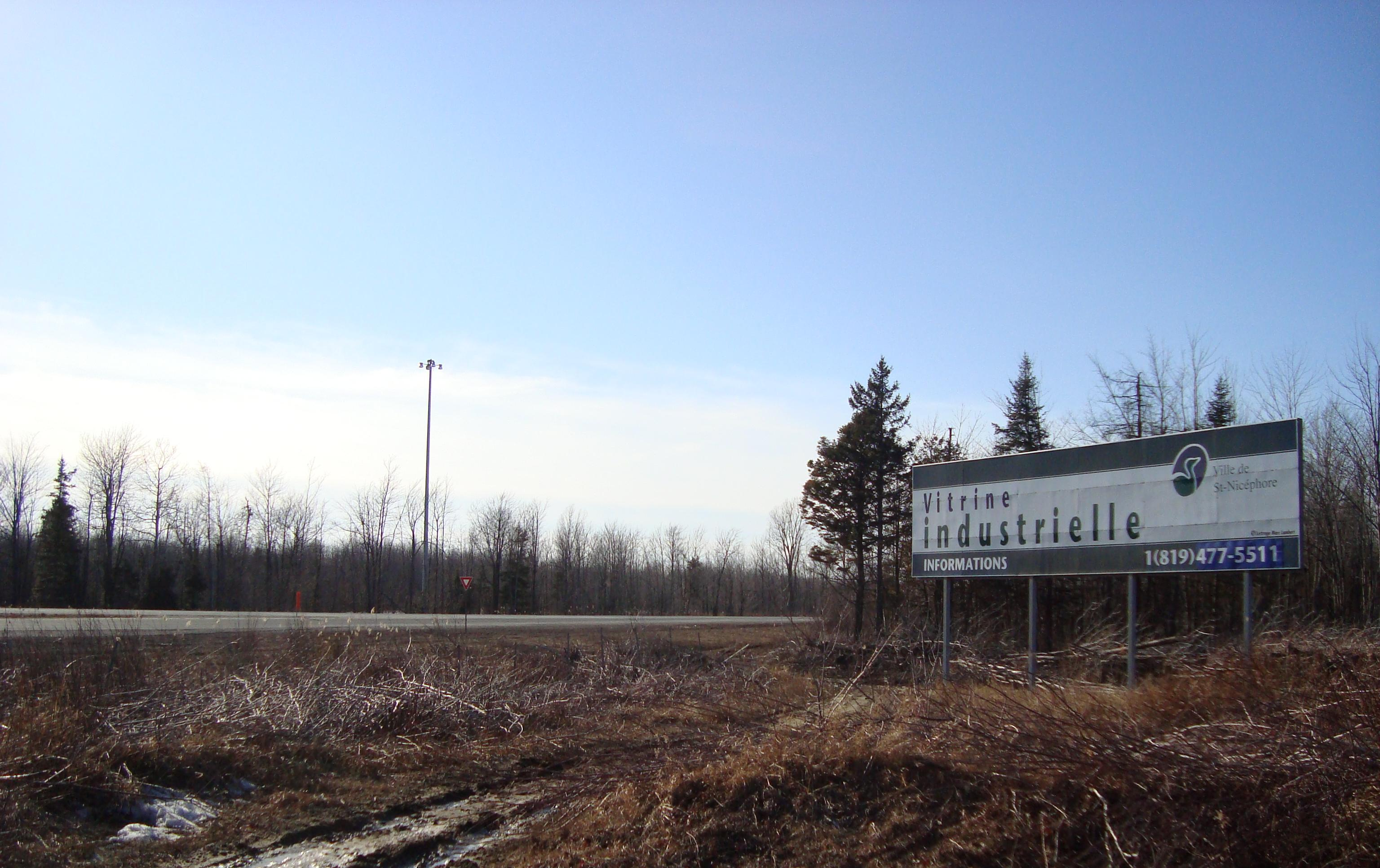
Enseigne du Parc Industriel sur le bord de l'autoroute 55

Saint-Nicéphore possède deux parcs industriels. Le premier est un parc complémentaire qui est situé sur le boulevard St-Joseph, au nord du dépotoir d'Intersan. Le deuxième est une vitrine industrielle. Il est situé sur le bord de l'autoroute 55. La vitrine industrielle compose jusqu'à 500 000 pieds carrés, mais elle est prévue pour une superficie totale de 22 579 120 pieds carrés (2 097 600 mètres). Il y a juste pour l'instant la phase 1 de complétée. À tous deux, pour l'instant, ils composent en superficie plus de 10 610 800 pieds qui sont disponibles à accueillir les industries.

## Transport
Autoroutes
- Autoroute 55

Routes provinciales
- Route 143 (Québec)
- Route 139 (Québec)

Autres routes d'importance
- Boulevard St-Joseph

Aéroport
- L' Aéroport de Drummondville est situé à 15 minutes du centre-ville de Drummondville sur le boulevard Allard et est classifié comme un aéroport d'entrée.

## Historique

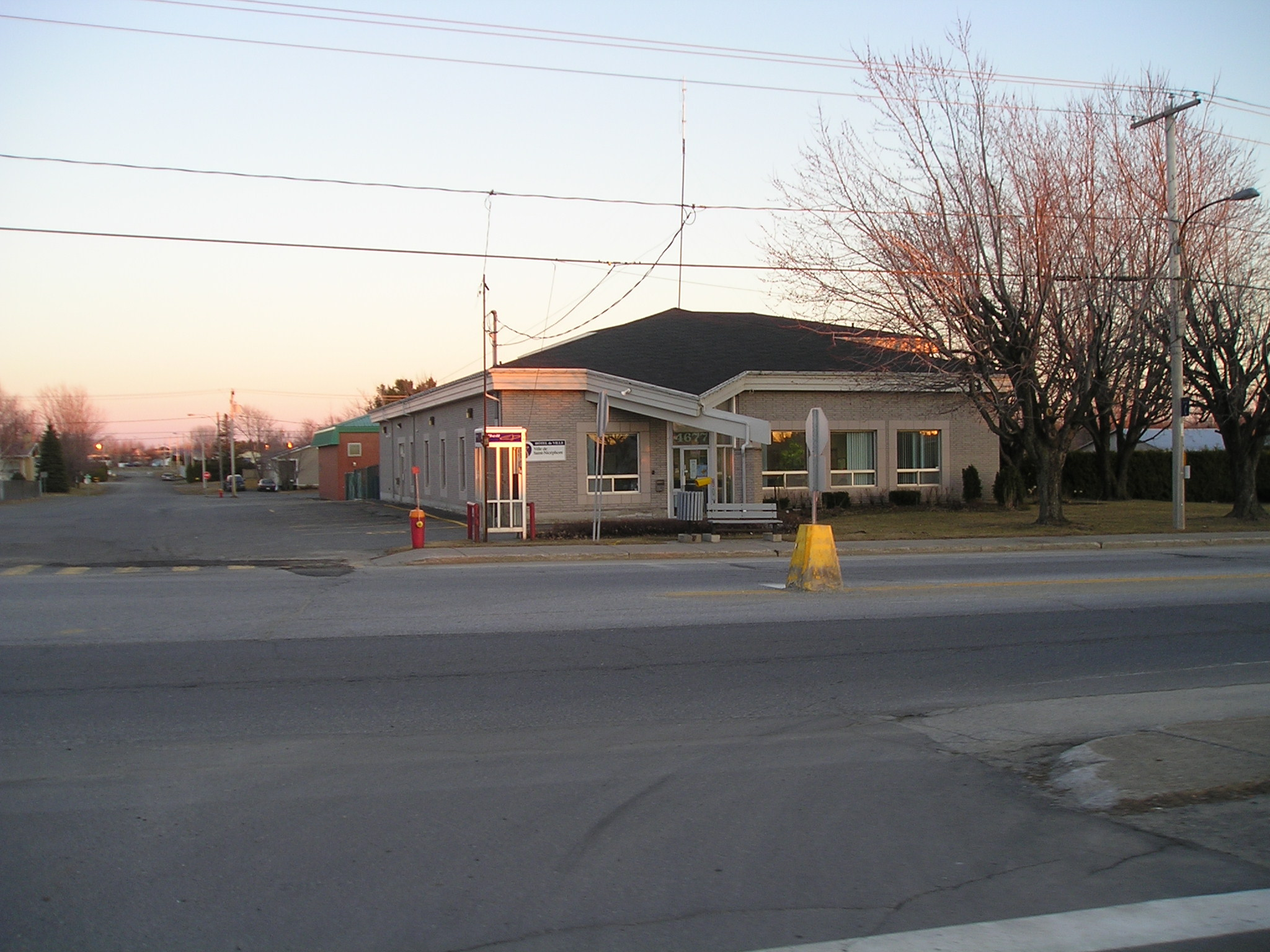
Hôtel de Ville de Saint-Nicéphore

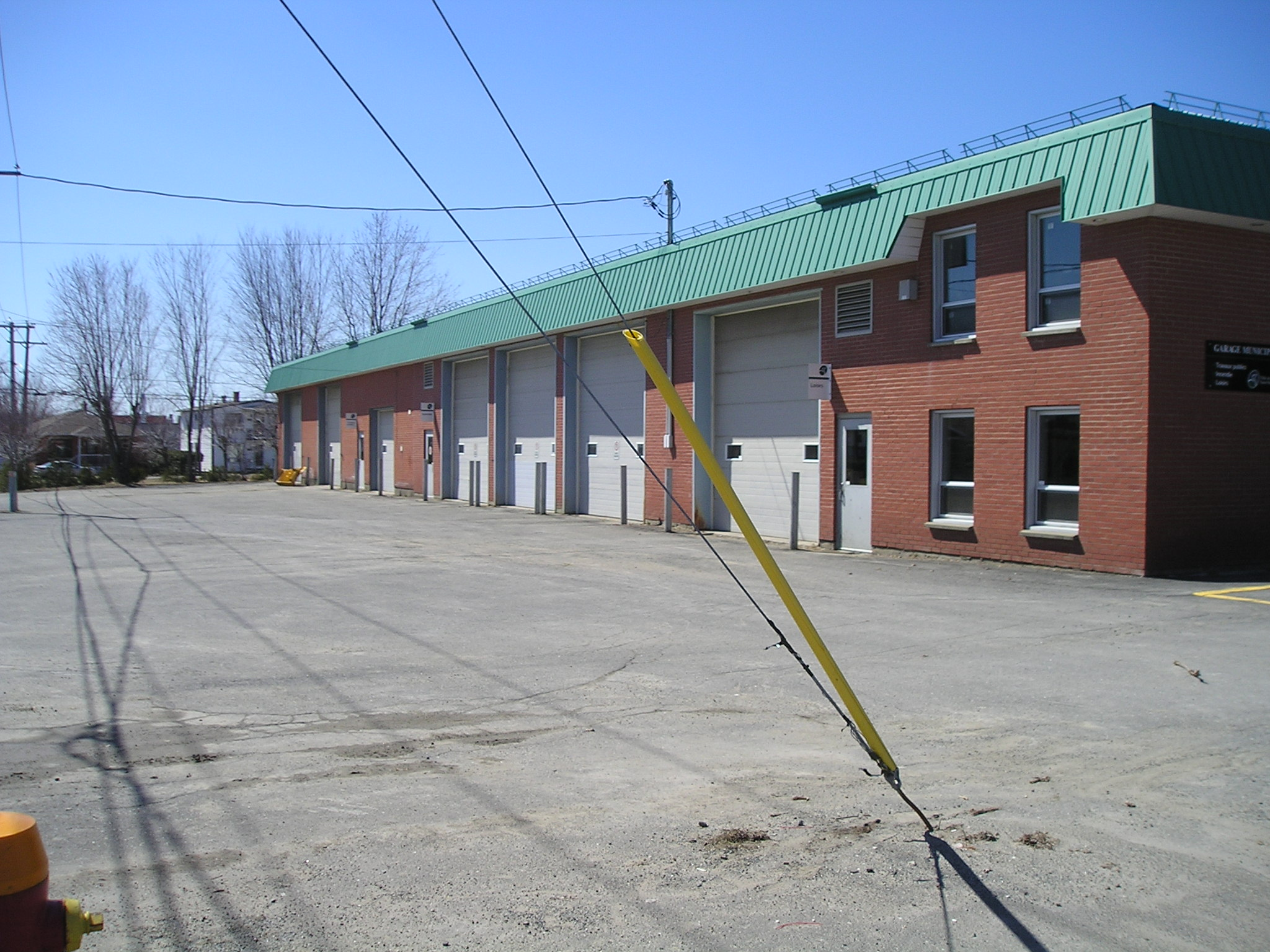
Garage municipal et Service des Incendies

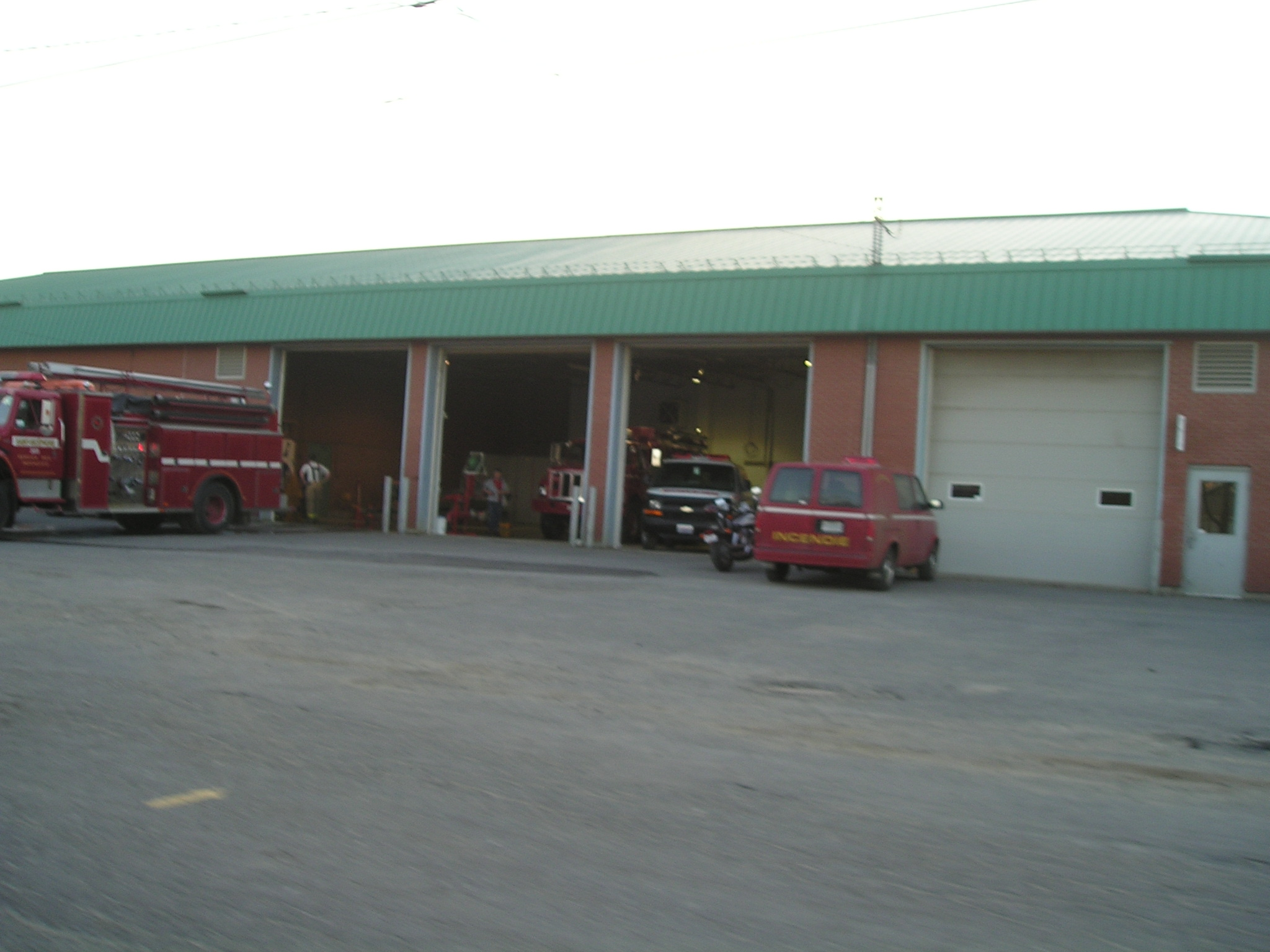
La caserne ouverte

Découverte du canton en 1777, par Hugh Finlay. La cause de son arrêt ici est le contournement de la rivière autour d'un bout de terre (le bec du canard).
Début du défrichement du canton et arrivée des colons en mars 1792. Par la suite, ils sont dirigés vers le nord pour développer de nouveaux villages dont Drummondville, Saint-Germain de Grantham, Wickham et plusieurs autres.
En l'honneur des Loyalistes pour leur rappeler la terre natale, il appellera le canton Wickham, qui est un village de l'Angleterre. Ce nom fut adopté le 31 août 1802.
Le territoire du canton de Wickham était sous l'administration de la municipalité du  « canton de Wickham » puisqu'on lit dans les Archives nationales du Québec que Edward John Hemming est maire du canton de Wickham du 7 janvier 1867 au 3 février 1872.
À une date ultérieure, alors que l'Aetna Explosives Company Inc. songe à s'établir dans le canton de Wickham, le conseil municipal du canton de Wickham limite à 100$ par année, pendant 15 ans, les taxes que devra payer l'Aetna Chemical, dans un contrat signé le 14 septembre 1915. La compagnie achète le terrain des forges McDougall, pour s'y établir.
Ces deux informations dénotent que les deux agglomérations naissantes au XIXe siècle étaient sans pouvoir politique, soit celle de Watkins Mills et celle de Wheatland plus importante et mieux organisée.
La plus ancienne des agglomérations du canton de Wickham était  celle de Wheatland (terre à blé) dans les environs de la route à Caya et le chemin des commissaires. Dès le début (1815-1830), on identifiait le bureau de poste sous le nom de Wheatland. On y trouvait une chapelle nommée St-Pierre de Wickham, une école élémentaire, une forge, un moulin à farine et un moulin à scie près du ruisseau Boisvert.
Une agglomération moindre était située près du moulin à scie actionné par la vapeur de James Henry Watkins. Selon certains renseignements, le dit moulin était situé sur un ruisseau près de « La petite ligne à lisses de 1872 » (aujourd'hui le parc du Village). Ce ruisseau coulait vers la rivière Cacouna.
Les deux agglomérations ont en commun le chemin des commissaires qui reliait Drummondville à Sherbrooke depuis les années 1830-31. Aujourd'hui sur le territoire du Grand Drummondville, ce chemin correspond au boulevard Mercure typique des vieux chemins.
L'arrivée des forges des McDougall en 1880 à Drummondville avait créé une certaine activité économique dans les cantons de Wickham, de Grantham, de Wendover et de Simpson du fait qu'on y trouvait beaucoup de limonite sur le sol (présence de fer). Ces forges situées au bout de la rue du même nom près de la rivière St-François avaient besoin de charbon de bois qu'on obtenait avec le bois des feuillus (érable, chêne…) qu'on faisait brûler dans les fours géants des Forges. Saint-Nicéphore avait trois forges, sur leurs emplacements sont maintenant situés la polyvalente La Poudrière (Aetna Explosives Company Inc), l'aéroport sur le boulevard Allard et l'église de Saint-Nicéphore.
Cette coupe du bois recherché s'est fait dans les quatre cantons. La rivière Cacouna avait un grand débit d'eau à cette époque. Aussi à chaque printemps, on basculait les billes de bois franc dans la rivière Cacouna, qui les entraînait vers la Saint-François jusqu'aux Forges, ce qui nécessitait la présence de draveurs.
Une autre activité économique a grandement avantagé la croissance des villages des cantons environnants. L'arrivée de L'Aetna Chemical en 1915 dans le canton  de Wickham a favorisé le village Henri Vassal, le village Marcotte (ce village faisait partie de la municipalité de Saint-Nicéphore) et le village de Saint-Nicéphore, fondé en 1916, par Nicéphore Lessard, curé de la paroisse Saint-Frédéric-de-Drummondville.

## Jean-Baptiste-Éric Dorion
Jean-Baptiste-Éric Dorion est à l'origine de la disparition de Wheatland: Il fit une demande à l'évêque de Nicolet pour transférer la Mission St-Peter's of Wickham (Wheatland  ) en 1849. Elle deviendra la Mission St-Peter's of Durham et cette mission donnera naissance à la municipalité de  L'Avenir (L'Avenirville premier nom).